# Historia Wrocławia po 1945
Historia Wrocławia po 1945 – dzieje Wrocławia od zakończenia II wojny światowej.
Powojenną historię miasta można podzielić na cztery zasadnicze okresy: 1945–1948 – zasiedlania i odbudowy, 1948–1981 – kształtowania się tożsamości jako polskiego miasta i jego dynamiczny rozwój, 1981–1989 – zastoju i recesji po wprowadzeniu stanu wojennego, wreszcie okres po upadku komunizmu w 1989 roku.
Początek wyznacza zmiana przynależności państwowej. Lata 1945–1948 to okres osadnictwa, wysiedlania Niemców i intensywnej odbudowy miasta ze zniszczeń. W 1948 odbyły się dwa ważne wydarzenia: Światowy Kongres Intelektualistów w Obronie Pokoju, na którym gościł m.in. Pablo Picasso i Wystawa Ziem Odzyskanych. W roku 1952 zreformowano system zarządzania miastem, oparty na dzielnicach, który przetrwał do roku 1991, kiedy wprowadzono podział na mniejsze osiedla. Przyłączano nowe obszary; ostateczny kształt terytorialny Wrocław osiągnął w 1973. W latach 60. i 70. rozbudowywano miasto, zwłaszcza pod względem budownictwa mieszkaniowego; budowano nie tylko wielkopłytowe osiedla na peryferiach (głównie na zachodzie i południu miasta), ale i powstawały unikalne konstrukcje, np. Trzonolinowiec. W roku 1963 we Wrocławiu wybuchła epidemia ospy. Lata 60–70 to rozwój kultury w mieście, działały teatry, m.in. pantomimy i Laboratorium. Po 1980 roku Wrocław był silnym ośrodkiem „Solidarności”, a w stanie wojennym dochodziło do dużych demonstracji i manifestacji ulicznych. W latach 80. powstał ruch społeczny Pomarańczowa Alternatywa. W 1983 i w 1997 miasto odwiedził papież Jan Paweł II. W roku 1991 zmieniono system zarządzania miastem, rezygnując z dzielnic. Wybrano nowe władze, a pierwszym niekomunistycznym prezydentem został Bogdan Zdrojewski. W roku 1997 Wrocław nawiedziła powódź zwana powodzią tysiąclecia, w wyniku której zalane zostało blisko 40% miasta. Po 2000 miasto gościło dwie ważne imprezy sportowe: Mistrzostwa Europy w Piłce Nożnej 2012 oraz w 2017 World Games. Nastąpił rozwój komunikacji miejskiej, powiększono sieć tramwajową i zaplanowano następne. W drugiej dekadzie XXI wieku miasto zmagało się z poważnymi problemami wynikającymi z urbanizacji: zmianami w zasiedleniu poszczególnych dzielnic, smogiem i zatorami ulicznymi.

## 1945-1948

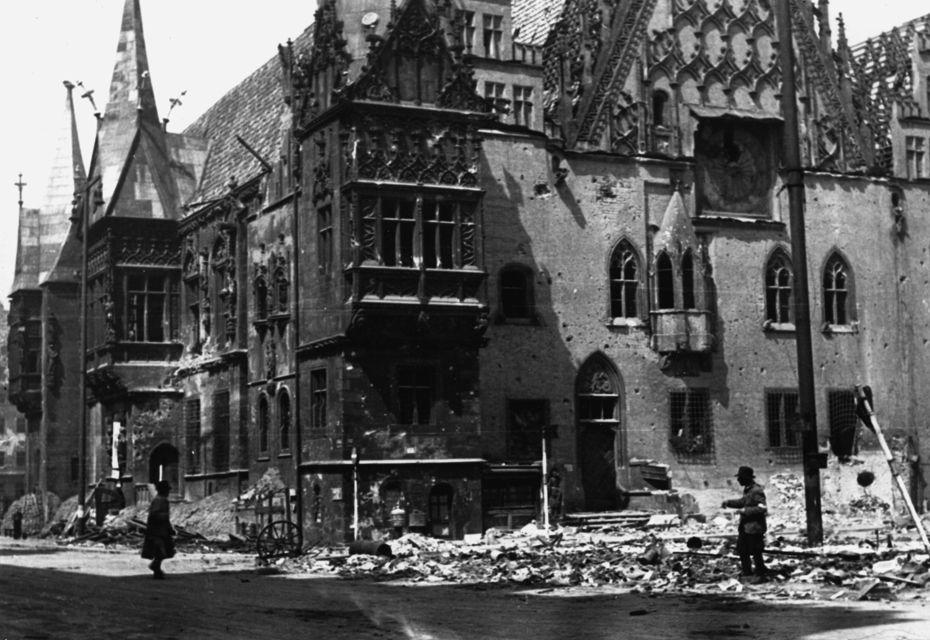
Zniszczony ratusz w roku 1945

Okres ten to odbudowa miasta ze zniszczeń wojennych, wysiedlenia zamieszkujących w nim Niemców i kształtowanie się nowej władzy. Początek wyznacza podpisanie aktu kapitulacyjnego Festung Breslau w krzyckiej willi Colonia przez Hermanna Niehoffa i Władimira Głuzdowskiego.

### Pierwsze lata osiedlania
Bezpośrednio po zakończeniu wojny część niemieckich mieszkańców powróciła do Wrocławia, gdyż nieznane były im jeszcze decyzje oddające miasto Polsce. Jeszcze w sierpniu 1945 w trakcie spisu ludności stwierdzono w nim obecność 189 500 Niemców i 16 500 Polaków. Po roku 1945 na Dolnym Śląsku, szczególnie w Wałbrzychu i we Wrocławiu pozostało około 110 000 Niemców, w znacznej mierze wykwalifikowanych robotników w przemyśle. W powojennym Wrocławiu znajdowała się również ocalała mniejszość żydowska, która skupiła się wokół nowo powstałego w czerwcu 1945 Komitetu Żydowskiego, liczącego początkowo ok. 400 Żydów niemieckich.
W okresie bezpośrednio po wojnie dokonano akcji wysiedlania – tylko w okresie od czerwca do sierpnia 1945 wysiedlono z Ziem Odzyskanych, w tym również z Wrocławia (28 tysięcy pod koniec 1945), 400 tys. osób. 10 września 1945 w cukrowni przy ul. Obornickiej zorganizowano zebranie ludności niemieckiej, na którym poinformowano o międzynarodowych postanowieniach i ich skutkach dla Niemców. Akcję przesiedleńczą przeprowadzono nieraz przy pomocy brutalnych środków. Akcję przerwano na okres zimowy; w roku 1946 zintensyfikowano ją i wysiedlono następne 140 tys. osób. Cała akcja wysiedlania trwała aż do 1955 roku.
Pierwsza grupa dwustu Polaków przyjechała do Wrocławia pomiędzy 9 a 31 maja 1945; nazwano ich Pionierami Wrocławia (nazwa powstała 20 V 1946). Wśród nich były grupy administracyjne, grupy operacyjne Komitetu Ekonomicznego rady Ministrów i Ministerstwa Przemysłu, grupy delegatury Ministerstwa Oświaty oraz grupy funkcjonariuszy MO i UB, Polskiego Urzędu Repatriacyjnego, PCK, Pocztowo-Komunikacyjnej, Bankowe, i przedstawiciele partii politycznych. Do grona pionierów zaliczano również kolejarzy pracujących na torach i dworcach Wrocławia. Potocznie pionierami nazywano osoby, które po zwolnieniu z obozów koncentracyjnych i obozów pracy pozostały na terenach nowo przyłączonych oraz mieszkańców przybyłych do Wrocławia w okresie od 9 V 1945 do 19 stycznia 1947 roku.
Do Wrocławia przyjeżdżali m.in. przesiedleńcy z Kresów, szczególnie z okolic Lwowa i Stanisławowa, nie brak było także przybyszów z Wileńszczyzny. Sporo ludności przyjechało z Wielkopolski. W roku 1947 22% stanowiła ludność z kresów wschodnich, w tym 9% ze Lwowa, 19% z Wielkopolski.
Na podstawie dekretu PKWN z 31 sierpnia 1944 zostały utworzone miejsca odosobnienia, więzienia i ośrodki pracy przymusowej dla „hitlerowskich zbrodniarzy oraz zdrajców narodu polskiego”. Obóz pracy nr 199 Ministerstwo Bezpieczeństwa Publicznego utworzyło we Wrocławiu.

### Odbudowa Wrocławia
W wyniku działań wojennych miasto zostało zniszczone ogółem w ponad 70% – po przeprowadzeniu przeglądu 27000 obiektów 68% z nich spisano na straty, co oznaczało zniszczenie 52460 ze 186 000 mieszkań. Szczegółowe dane mówią o 90% zniszczeń w części północnej i zachodniej Wrocławia, w ok. 60% Starego Miasta i 10–30% zniszczeń dzielnic południowych i wschodnich.

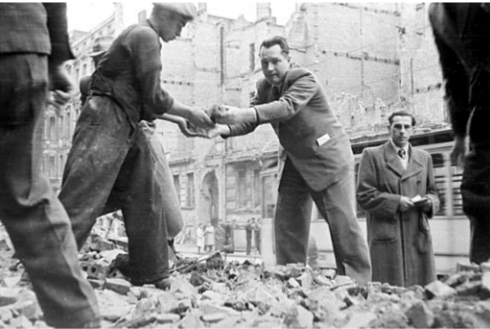
Odbudowa ul. Świerczewskiego – pomaga prezydent B. Kupczyński

Jednym z niezniszczonych zabytków, który witał we Wrocławiu przyjeżdżających po wojnie Polaków, była kaplica błogosławionego Czesława, polskiego przeora dominikanów z XIII w. W sposób niezwykły ocalała ona przed zniszczeniem podczas oblężenia Festung Breslau, chociaż kościół św. Wojciecha, do którego przylegała, leżał w ruinach. Przez pierwsze powojenne lata Wrocław, tak jak cały obszar tzw. Ziem Odzyskanych, traktowany był przez wielu przyjezdnych jako źródło zaopatrzenia i szabru. Sprzyjała temu atmosfera tymczasowości. Wrocław nazywano ironicznie „stolicą Dzikiego Zachodu” – poziom przestępczości czterokrotnie przerastał województwa centralne; przez wiele lat po wojnie wśród mieszkańców Wrocławia i innych ziem odzyskanych, jak również wśród wysiedlonych z tych terenów Niemców panowało przekonanie o tymczasowości powojennych granic i nadzieja na ich szybką zmianę. Wywoływało ono poczucie tymczasowości, utrudniało identyfikację z nowym miejscem zamieszkania i przyczyniało się do braku dbałości o infrastrukturę miejską i chęci jej odbudowy ze zniszczeń. Cegły ze zniszczonych, ale również i nieznacznie uszkodzonych budynków, były pozyskiwane przez Samodzielny Oddział Odgruzowania oraz Miejskie Przedsiębiorstwo Rozbiórkowe. Najbardziej znana i wyraźnie artykułowana w literaturze przedmiotu linia torów powstała pod koniec 1947 r. i  rozpoczynała „swój bieg” przy Dworcu Świebodzkim, a kończyła w okolicach Nowego Miasta. Cegły transportami kolejowymi wywożono na wschód, za linię przedwojennej granicy Polski. Miały posłużyć na odbudowę polskich miast – głównym celem propagandowym, który napędzał rozbiórkę była stołeczna Warszawa, ale transporty trafiały też na budowę Nowej Huty. Część cegły rozbiórkowej była sprzedawana nielegalnie na miejscu, przez skorumpowanych urzędników – niektórych skazano potem wyrokami sądowymi. Miasto było rabowane przez żołnierzy radzieckich, wywożących dzieła sztuki, wyposażenie fabryk itp. Trapiła je plaga pożarów, część z nich celowo wzniecanych. Niemniej jednak prace nad odbudową i urządzaniem miasta były prowadzone intensywnie. Na podstawowe odgruzowanie i remont infrastruktury wydano 119 milionów zł. Plany zakładały utworzenie miasta o populacji 200 tys. mieszkańców, ośrodka zorientowanego głównie na przemysł.

### Władze miejskie

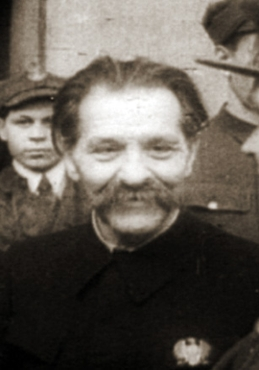
Bolesław Drobner – pierwszy prezydent powojennego Wrocławia

Pierwszym mianowanym prezydentem powojennego Wrocławia był Bolesław Drobner, formalnie władzę sprawował radziecki komendant Łapunow, który urząd sprawował od kwietnia do czerwca 1945. Drobner piastował urząd od III-IV 1945 roku. W tym czasie był współodpowiedzialny za polską administrację, chciał wyodrębnić i przekształcić Wrocław jako miasto wydzielone, stworzyć system gospodarczy eliminujący obieg pieniędzy zwany powszechnie jako republika drobnerowska. Jego idee były główną przyczyną odwołania go ze stanowiska. Na początku czerwca 1945 zaprotestował wobec miejscowego dowódcy Armii Czerwonej przeciw utrudnianiu starań o normalizację życia przybywających do miasta Polaków. Sowiecki generał pobił Drobnera i wyrzucił go ze swego biura, a gdy Drobner odwołał się do Bolesława Bieruta, ten kazał mu natychmiast opuścić Wrocław.
Na pierwszym zebraniu rady miejskiej, złożonej z członków PPS i PPR, utworzono 8 wydziałów: ogólny, przemysłu, administracyjno-prawny, gospodarczy, zdrowia, kwaterunkowy, aprowizacyjny i ruchu ludności. W ciągu dwumiesięcznych rządów uruchomił elektrociepłownię, gazownię i miejskie wodociągi. Następnym prezydentem został Aleksander Wachniewski, członek PPR. Kolejny, Bronisław Kupczyński był prezydentem miasta aż do likwidacji tego stanowiska w roku 1950.

#### Podział administracyjny
Wkrótce po kapitulacji Wrocławia istniały trzy podziały administracyjne miasta. Zarząd sowiecki podzielił obszar miasta na 12 ekspozytur komendantury, która sprawowała władzę zwierzchnią w mieście od maja do sierpnia 1945 roku. Równolegle istniały nadal organy administracji niemieckiej, dla potrzeb których miasto podzielone było na 52 kwartały, którymi dowodzili oberquartalleiterzy (opiekunowie kwartału). Za rządów Wachniewskiego Wrocław podzielono na 6 obwodów, które były zalążkami dzielnic.

### Komunikacja
Wrocławski tabor i infrastruktura były zniszczone w 80%. Jednym z pierwszych zadań było uruchomienie komunikacji w powojennym Wrocławiu. Z przedwojennych 900 wozów zostało 100. Pierwszy tramwaj wyruszył 22 sierpnia 1945 z ul. Spółdzielczej na plac Grunwaldzki. Warunki były bardzo ciężkie: okna często pokryte były dyktą, a wnętrza w zimie ogrzewano piecykami gazowymi. W grudniu tego samego roku oddano do użytku linię nr 2, z ul. Żmigrodzkiej do dworca głównego. Pierwszą nowo wybudowaną linię tramwajową, prowadzącą do Pafawagu otworzono w roku 1948. Również wtedy uruchomiono okólną linię tramwajową, tzw. zerówkę, która łączyła wszystkie trzy dworce. Choć przed wojną tramwaje w Breslau miały kolor piaskowy, ze względów praktycznych zdecydowano się na barwę niebieską. Dopiero w roku 1952 tramwaje przemalowano na kolor czerwony.

### Kongres intelektualistów

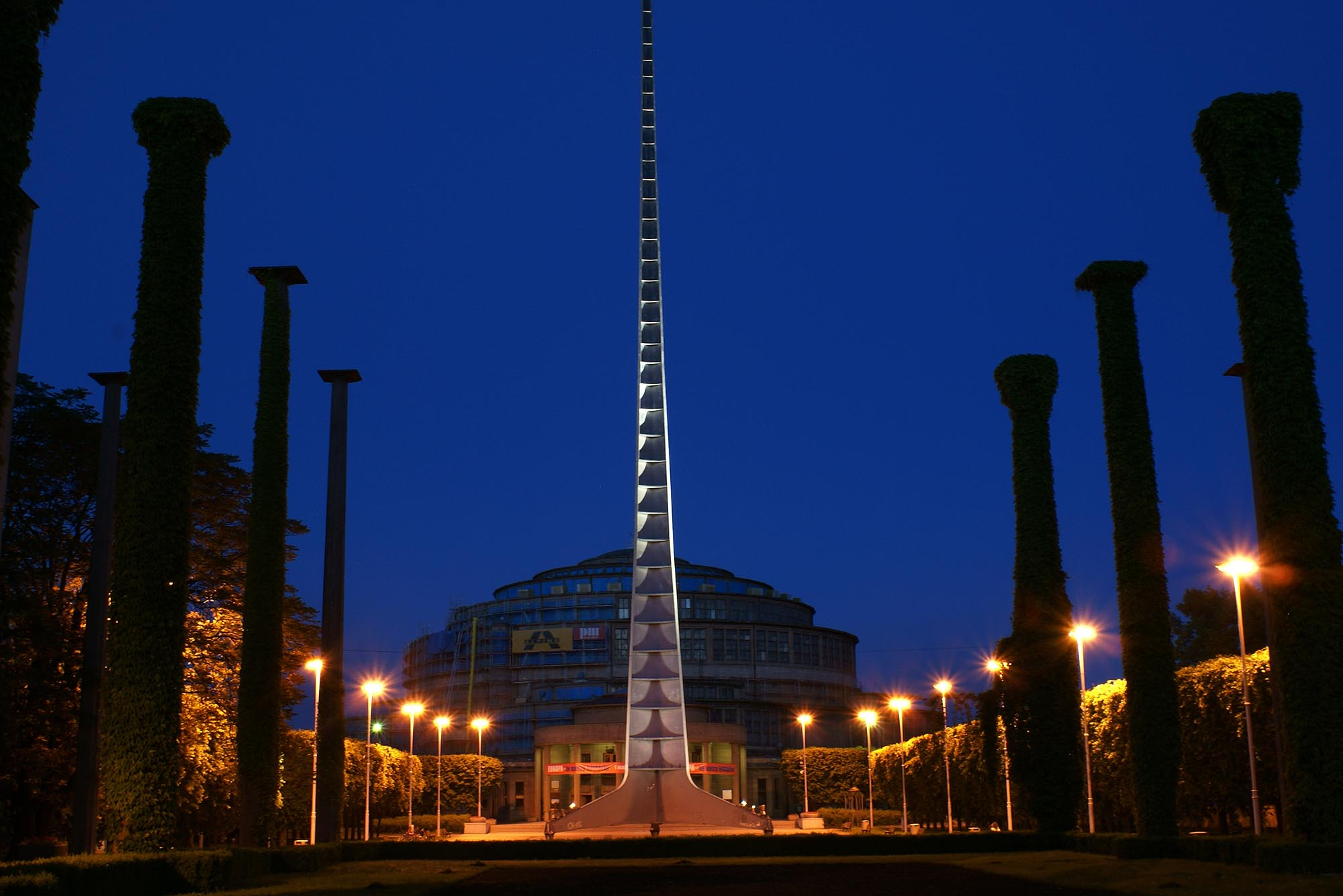
Iglica – symbol Wystawy Ziem Odzyskanych

W celach propagandowych od lipca do września 1948 w Hali Ludowej została zorganizowana Wystawa Ziem Odzyskanych, którą obejrzało ponad 1,5 miliona osób. W czasie jej trwania odbył się w dniach 25–28 sierpnia Światowy Kongres Intelektualistów w Obronie Pokoju, w którym udział brało 400 naukowców i ludzi sztuki z 47 krajów, głównie lewicowej proweniencji. Nieoczekiwanie podczas obrad doszło do incydentu spowodowanego zachowaniem się delegacji sowieckiej i przemówieniem Aleksandra Fadiejewa. Kongres bliski był przerwania i kompromitacji, a niektórzy uczestnicy demonstracyjnie opuścili obrady.

### Sytuacja niemieckojęzycznej ludności
Nieliczni Niemcy zostali po 1946 we Wrocławiu, głównie niezbędni w funkcjonowaniu miasta. Otrzymywali oni tak zwaną czerwoną kartę, chroniącą przed wysiedleniami. Po 1956 stworzono im warunki do zrzeszania się: w 1957 utworzono Niemieckie Towarzystwo Społeczno-Kulturalne w Wałbrzychu, we Wrocławiu działał jeden z oddziałów, który w 1991 przekształcił się w odrębne stowarzyszenie. W roku 1972 organizacja została zmuszona do zmiany nazwy na Niemieckie Towarzystwo Wspólnotowo-Kulturalne, a po wprowadzeniu stanu wojennego niemieckie organizacje zostały zakazane i rozwiązane. Od lat 1950. sukcesywnie spadała także ich aktywność w związku z wyjazdami Niemców w nowe granice RFN.

### Kalendarium

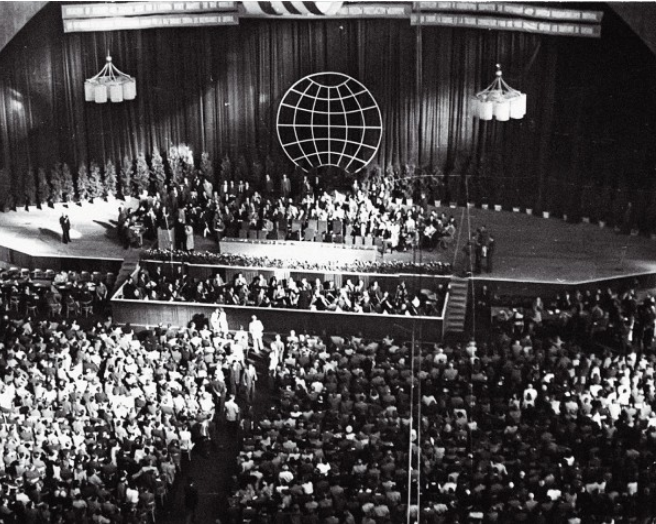
Światowy Kongres Intelektualistów w Obronie Pokoju

- 1945 – 10 maja odbyło się pierwsze zebranie Zarządu miasta[33].
  - 12 maja uruchomiono pierwszy prowizoryczny wodociąg[34].
  - 16 czerwca 1945 roku otwarto kino „Warszawa”. a premierowym filmem był „Majdanek”[35].
  - 27 lipca wydano zarządzenie dotyczące zmian nazw ulic. Przemianowano wówczas m.in. Adolf Hitlerstraße na Adama Mickiewicza, Bismarckstraße na ul. Bolesława Chrobrego, Matthiasstraße na Generalissimusa Józefa Stalina[36].
  - 2 sierpnia na konferencji poczdamskiej zapadła decyzja o przyznaniu Wrocławia Polsce. Rozpoczęło się przejmowanie miasta przez administrację polską[37].
  - 8 września przedstawieniem „Halki” Stanisława Moniuszki rozpoczęła działalność Opera Wrocławska[38].
  - 12 października na terenie miasta wprowadzono godzinę policyjną[19].
  - 15 listopada uruchomiono Uniwersytet Wrocławski[39].
- 1946 – W styczniu utworzono Wrocławską Dyrekcję Odbudowy, aby skoordynować i przyśpieszyć działania w budownictwie[2].
  - 4 maja odbyło się pierwsze posiedzenie Miejskiej Rady Narodowej[40].
  - 21 lipca sprowadzono ze Lwowa do Wrocławia część zbiorów Ossolineum i płótna Panoramy Racławickiej[37].
- 1948 – 8 grudnia uruchomiono wrocławskie pogotowie ratunkowe, zlokalizowane przy Szpitalu Polskiego Czerwonego Krzyża przy ul. Poniatowskiego 2. W czerwcu 1949 roku przeniesiono je do nowej siedziby przy ul. Mikołaja Reja 13[41].

## 1949-1980
Rok 1948 zakończył pierwszy etap odbudowy miasta, po którym nastąpiła długotrwała stagnacja i marginalizacja miasta. Likwidowano wszelkie przejawy regionalizmu, łącznie z Ministerstwem Ziem Odzyskanych. Zlikwidowano prawie wszystkie instytucje myśli zachodniej, takie jak Polski Związek Zachodni wcielono do Ligi Morskiej; zamknięto Instytuty: Śląski, Bałtycki i Mazurski. Większość decyzji podejmowano w Komitecie Centralnym PZPR, a następnie w komitecie wojewódzkim partii. Proces centralizacji i marginalizacji nie był tak intensywny wśród mieszkańców miasta; dążono do odtworzenia realiów przedwojennego Lwowa i kresów wschodnich, z których pochodziła znacząca część przesiedleńców. Rozwój nastąpił po odwilży 1956, kiedy to miasto stało się znów dużym centrum regionalnym. Okres od roku 1950 do 1970 cechuje się szybkim wzrostem liczby ludności: w roku 1950 miasto liczyło 309 tys., w roku 1960 – 432, a w roku 1970 – 526 tysięcy mieszkańców.

### Władze miejskie
Do roku 1984 stanowisko prezydenta miasta było łączone ze stanowiskiem wojewody. W latach 70. odwołano dwóch prezydentów: Mariana Czulińskiego za wyburzenie Młynów św. Klary oraz Zbigniewa Nadratowskiego, którego obarczano winą za tragiczne skutki wyłączenia elektrociepłowni na początku 1979; oficjalną przyczyną były nadużycia przy zakupie willi. Nadratowskiego zastąpił Janusz Owczarek, wcześniej pełniący funkcję wojewody legnickiego. W związku z reorganizacją urzędu prezydenta Wrocławia, stanowisko to stracił w roku 1984, pozostając wojewodą do 1990.

### Podział na dzielnice

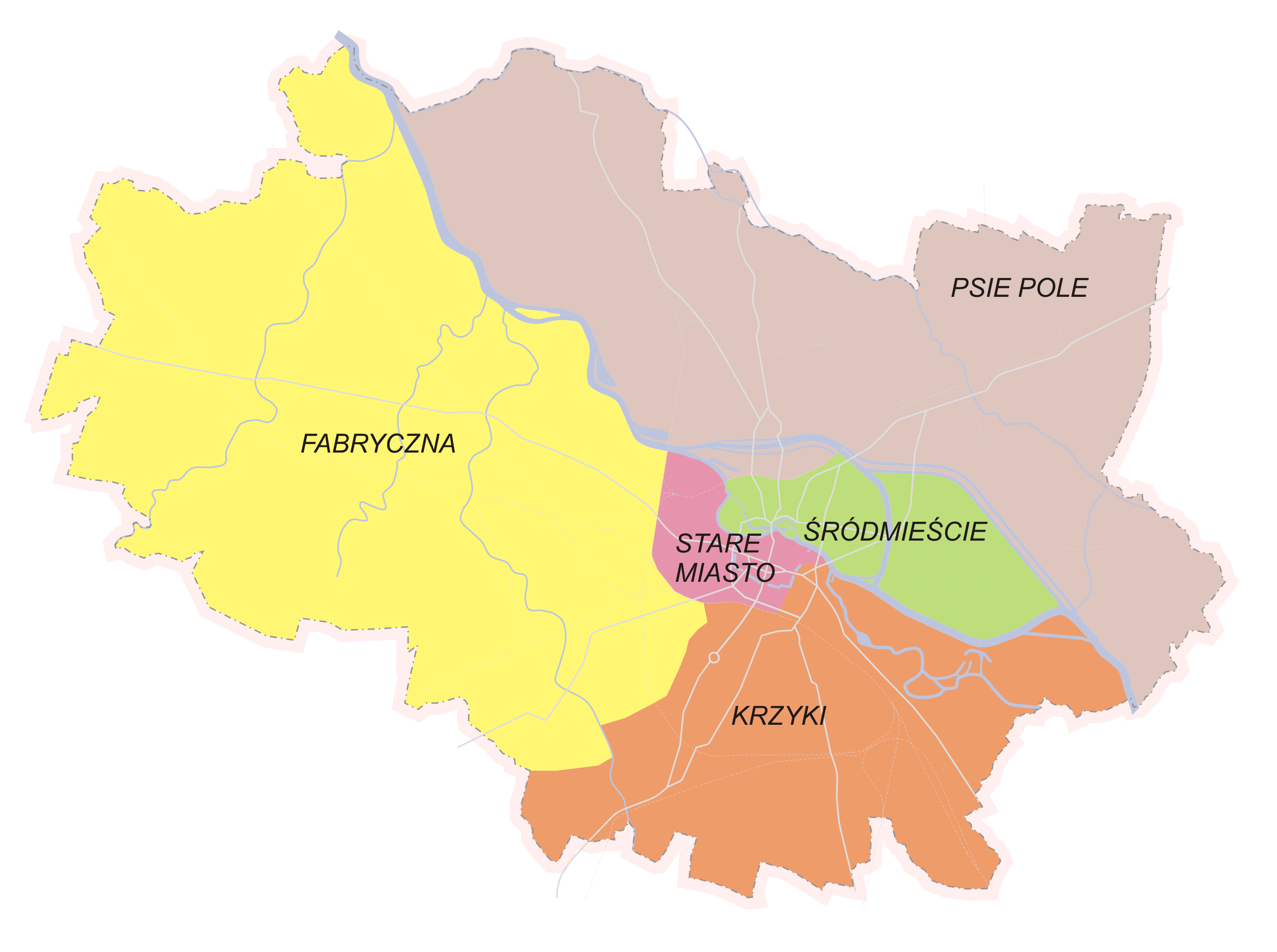
Podział miasta na 5 dzielnic

Od roku 1952 do 1991 miasto zarządzane było w oparciu o dzielnice. W lutym 1952 utworzono 5 nowych dzielnic w miejsce dotychczas funkcjonujących komisariatów obwodowych: Krzyki, Psie Pole, Fabryczna, Stare Miasto i Śródmieście. 31 grudnia 1956, na mocy dekretu Rady Państwa miasto zostało wyłączone z województwa, a miejska rada narodowa uzyskała uprawnienia wojewódzkiej. Decyzja ta dawała dużą autonomię dzielnicom pod wieloma względami, np. planistycznym, edukacyjnym itp. Mieszkańcy wybierali dzielnicowe rady narodowe, które z kolei wybierały organ wykonawczy – Prezydium Rady Dzielnicy. Władze dzielnicowe miały status pierwszej instancji, miejskie – drugiej. W 1957 postulowano utworzenie trzech dodatkowych dzielnic dla osiedli Brochowa, Leśnicy i Psiego Pola, jednak Rada Narodowa miasta Wrocławia dokonała jedynie korekty granic dotychczasowych dzielnic. Korekty przeprowadzono przy okazji włączania nowych terenów. System ten obowiązywał do roku 1991, kiedy zmieniono go 5 października mocą uchwały rady miejskiej.

### Rozwój terytorialny
W 1951 do Wrocławia przyłączono nowe miejscowości: Bieńkowice, Brochów, Jagodno, Klecinę, Lamowice Stare, Miłostów, Muchobór Wielki, Oporów, Ołtaszyn, Wojnów, Wojszyce, Zakrzów, Zgorzelisko, w latach 1970 i 1973 do miasta przyłączono tereny na północy i zachodzie Wrocławia: Strachowice, Osiniec, Jerzmanowo, Jarnołtowo, Żar, Mokrą, Marszowice, Rędzin, Świniary, Widawę, Polanowice, Pracze Widawskie, Lipę Piotrowską, Kłokoczyce i Pawłowice. W roku 1973 powierzchnia miasta wynosiła 292,8 km².

### Gospodarka

#### Przemysł
Władze komunistyczne priorytetowo traktowały przemysł ciężki, nawet w wielkich miastach. Wrocław wytwarzał 3% globalnej wartości krajowej produkcji przemysłowej; w ok. 700 zakładach było zatrudnionych 100 tys. osób. Zakłady produkcyjne umieszczone były z reguły za południowym zachodzie i zachodzie miasta, podobnie jak przed wojną. We Wrocławiu powstał przemysł maszynowy. PZL Hydral, produkujący części i układy hydrauliczne dla samolotów zatrudniał kilka tysięcy pracowników. Fabryka Archimedes wytwarzała maszyny i narzędzia pneumatyczne i hydrauliczne. Państwowa Fabryka Wagonów Pafawag, która w latach 70. i 80. była największym producentem taboru kolejowego w Polsce i jednym z największych w Europie. W 1962 Pafawag rozpoczęła produkcję elektrycznych zespołów trakcyjnych typu EN57, zwanych popularnie „kiblami”. W ciągu pierwszych dwóch lat wybudowano 1429 sztuk pociągów. W Hutmenie wytwarzano miedziane rury i pręty. Przy Grabiszyńskiej, na terenie dawnej fabryki ślusarskiej powstała fabryka tokarek FUM, od 1975 znana jako Fabryka Automatów Tokarskich. Od roku 1959 działały zakłady Elwro, z początku produkujące części do telewizorów, następnie komputery.

#### Budownictwo

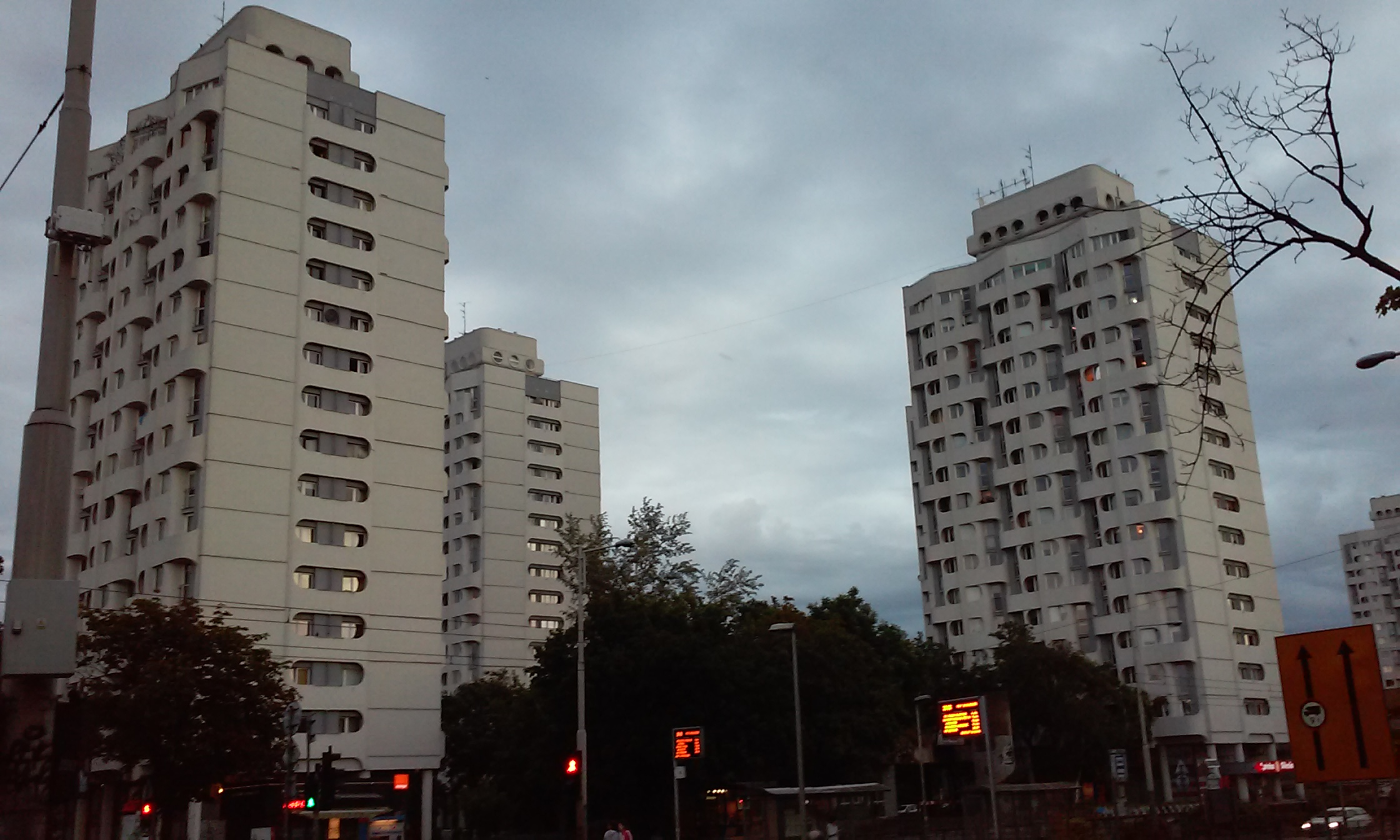
Zespół „sedesowców” przy placu Grunwaldzkim

W latach 50. pod pozorem zakończenia wstępnej odbudowy miasta prowadzono gospodarkę rabunkową cegieł, zwłaszcza z placu Nowy Targ. Zlikwidowano Wrocławską Dyrekcję Odbudowy, powołując w jej miejsce Miejskie Przedsiębiorstwo Rozbiórkowe. Najważniejszą budową lat 60. była tzw. Kościuszkowska Dzielnica Mieszkaniowa, w okolicach ul. Świdnickiej i placu Kościuszki. Miało w niej zamieszkać ok. 4000 osób, głównie przodowników pracy. W latach 60. styl budownictwa zmienił się, a konstrukcje były nieraz odważne; na początku lat 60. wybudowano mezonetowiec przy ul. Kołłataja – pierwszy w Polsce budynek o mieszkaniach dwukondygnacyjnych, w tym czasie przebudowano gruntownie plac Nowy Targ. Na przełomie lat 60. i 70. powstał trzonolinowiec z piętrami zawieszonymi na linach, zwany potocznie „wisielcem”. W drugiej połowie lat 60. wybudowano awangardowy zespół sześciu wieżowców przy placu Grunwaldzkim, zwanych potocznie „sedesowcami” lub „bunkrowcami”. Budowano również wielkie osiedla; w latach 60. i 70. skupiono się na przebudowie zniszczonych obszarów na Krzykach o powierzchni ponad 100 hektarów. Wybudowano tam cztery osiedla mieszkaniowe: Annę, Barbarę, Celinę i Dorotę. W roku 1969 na tym obszarze oddano do użytku największy i najdłuższy budynek w mieście – mrówkowiec, przy ul. Drukarskiej. Koniec lat 70. w architekturze Wrocławia to budynek Poltegoru i wybudowany przez Finów hotel „Wrocław” – oba budynki przy ul. Powstańców Śląskich. W latach 70. i 80. powstały kolejne duże osiedla z wielkiej płyty, m.in. w systemie WWP Kozanów zbudowany na terenie zalewowym i Nowy Dwór.

#### Transport i komunikacja

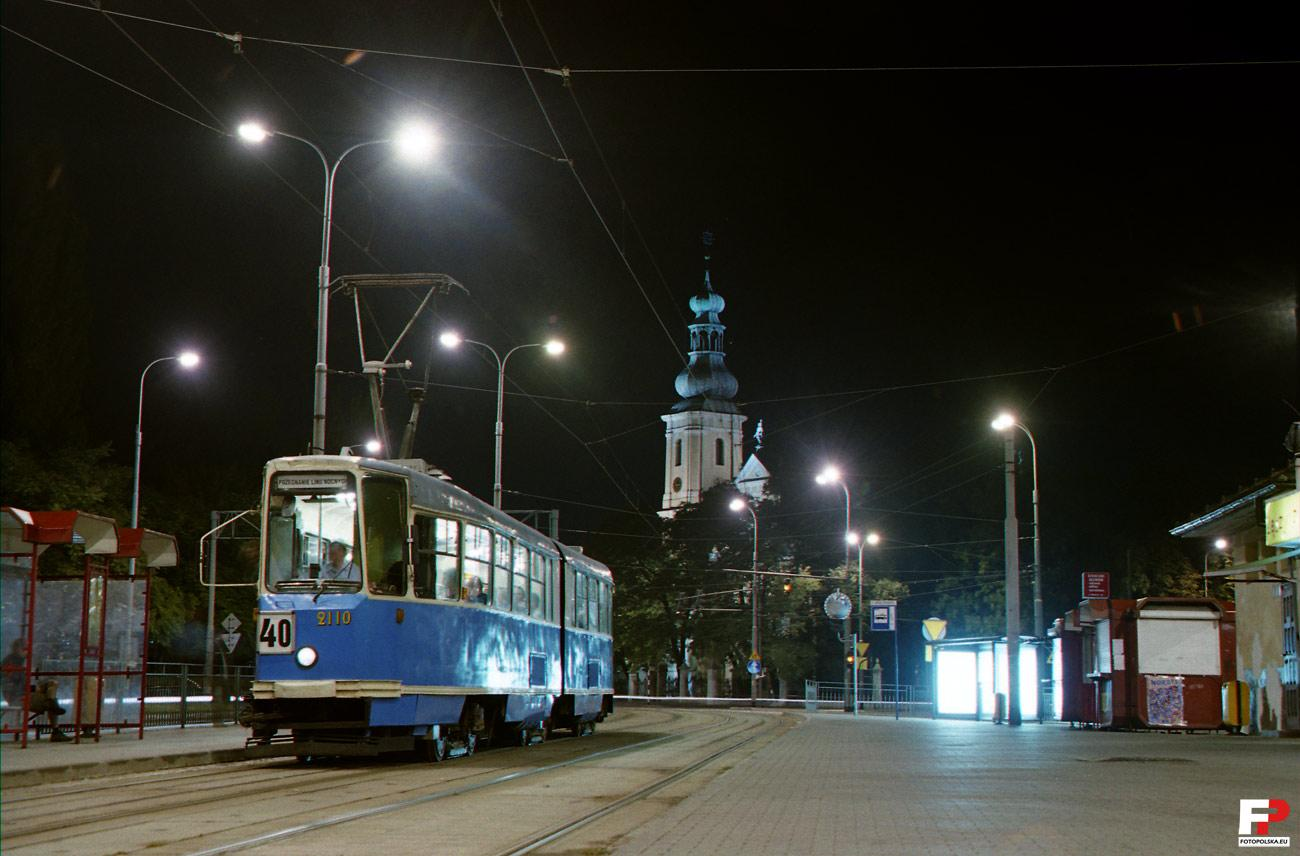
Tramwaj typu 102N – pierwszy nowoczesny tramwaj we Wrocławiu

W 1956 do Wrocławia trafiły znormalizowane wagony tramwajowe typu N. W latach 60. rozpoczęto wprowadzanie automatycznych drzwi. W 1969 pojawiły się przegubowe tramwaje typu 102N. W latach 60. wrocławskie tramwaje były malowane na czerwono, natomiast te, które były finansowane przez lokalne zakłady – na niebiesko. W 1973 przemalowano na ten kolor pozostałe wozy. Również w latach 70. zrezygnowano z obsługi konduktorskiej tramwajów. W latach 1963–1969 rozwijano intensywnie komunikację autobusową, zaniedbując nieco transport szynowy. We Wrocławiu testowano również pierwszy autobus „Jelcz”. Pod koniec lat 70. sprowadzono do Wrocławia 280 autobusów „Ikarus”. W pierwszej połowie lat 70. w związku budową trasy W-Z, łączącej wschód z zachodem miasta, oddanej do użytku 22 lipca 1974 przebudowano układ komunikacyjny w centrum. W 1978 otworzono przebudowany pl. Dominikański (wówczas Dzierżyńskiego), w związku z czym wycofano ruch tramwajowy z rynku, ul. Dąbrowskiego i Krasińskiego, trasując je przez trasę WZ.

### Kultura
Na przełomie lat 60. i 70. Wrocław stał się jednym z najważniejszych centrów kulturalnych kraju. 9 sierpnia 1966 odbyła się pierwsza edycja Festiwalu Muzyki Oratoryjno – Kantatowej „Wratislavia Cantans”. W mieście działał również Teatr Pantomimy Henryka Tomaszewskiego, a także eksperymentalny Teatr Laboratorium Jerzego Grotowskiego. W 1977 po raz pierwszy miał miejsce Przegląd Piosenki Aktorskiej, który odtąd corocznie odbywa się w Teatrze Polskim. W Hali Ludowej otwarto kino „Gigant”. największe w Polsce, mogące pomieścić do 2 tys. widzów, a ekran miał wymiary 22 na 18 metrów. W rekordowym roku 1965 w mieście działało 31 kin.

### Epidemia ospy

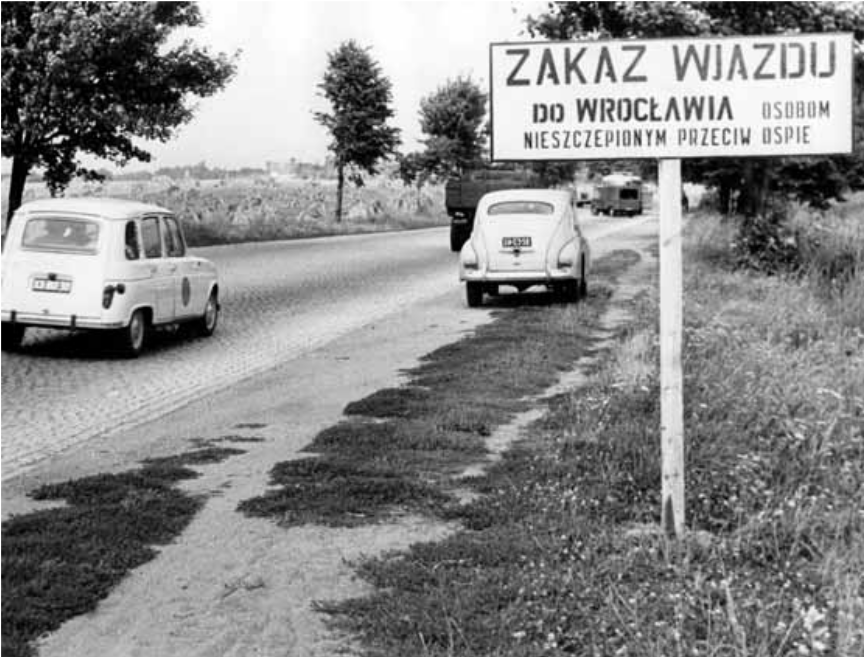
Ograniczenie wjazdu do Wrocławia podczas epidemii

W roku 1963 we Wrocławiu wybuchła epidemia czarnej ospy przywleczona z Indii przez agenta służb specjalnych PRL, płk. Bonifacego Jedynaka. Epidemię zdiagnozowano 15 lipca, półtora miesiąca po przywleczeniu choroby. Władze nałożyły znaczne ograniczenia na przemieszczanie się ludności, a mieszkańców poddano reżymowi. Podczas epidemii, która trwała od lipca do października, zmarło 7 osób a zachorowało 99. Miasto zamknięto, a mieszkańców objęto programem obowiązkowych szczepień – zaszczepiono 98% mieszkańców. Mimo usilnych starań epidemia wydostała się z miasta. We Wrocławiu przygotowano izolatoria na Praczach Odrzańskich i Psim Polu; izolowano ok. tysiąca osób (na 2500 przygotowanych miejsc).

### Kalendarium

#### Lata 50.-60.

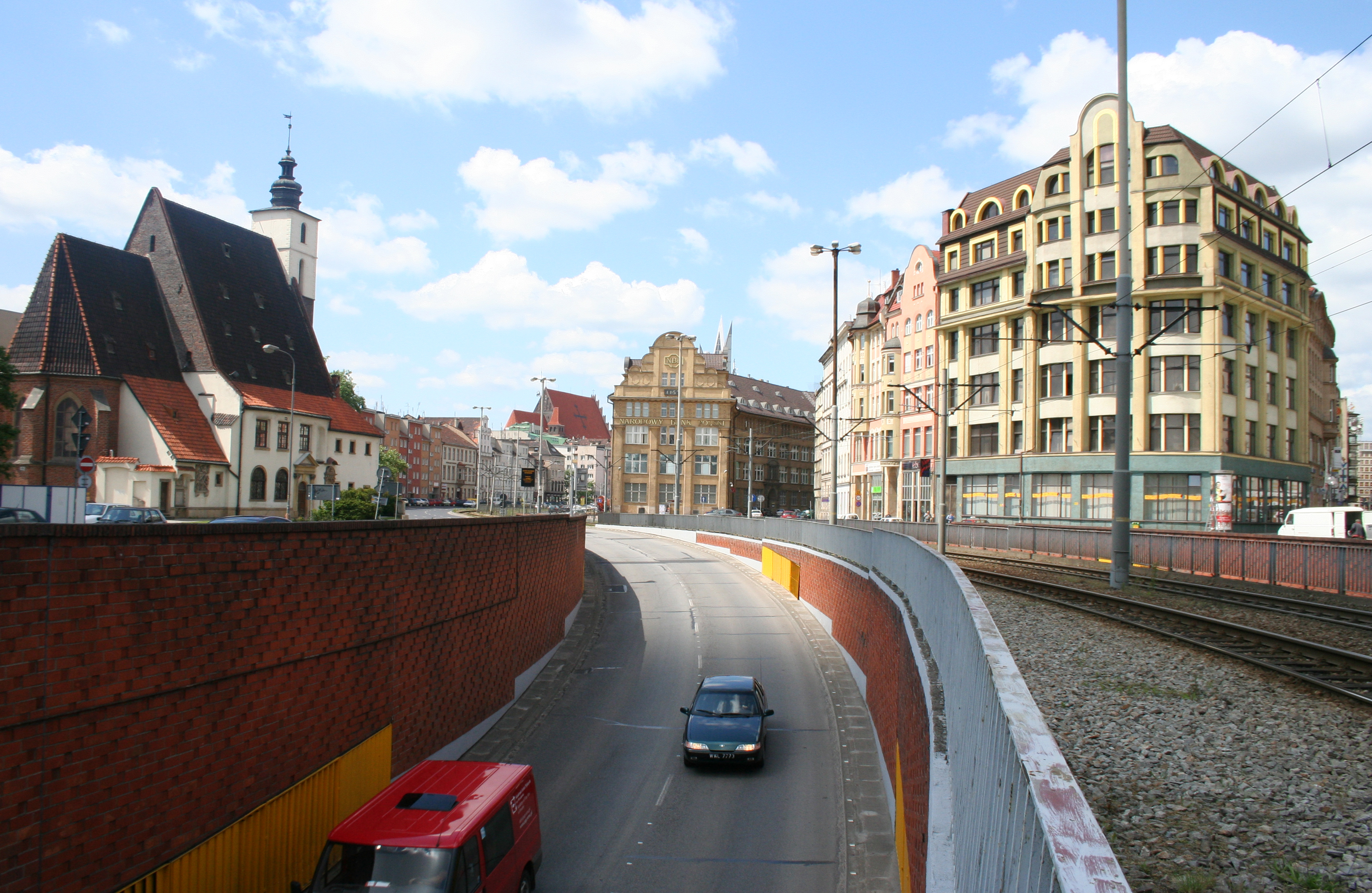
Trasa W-Z na wysokości pl. Dominikańskiego

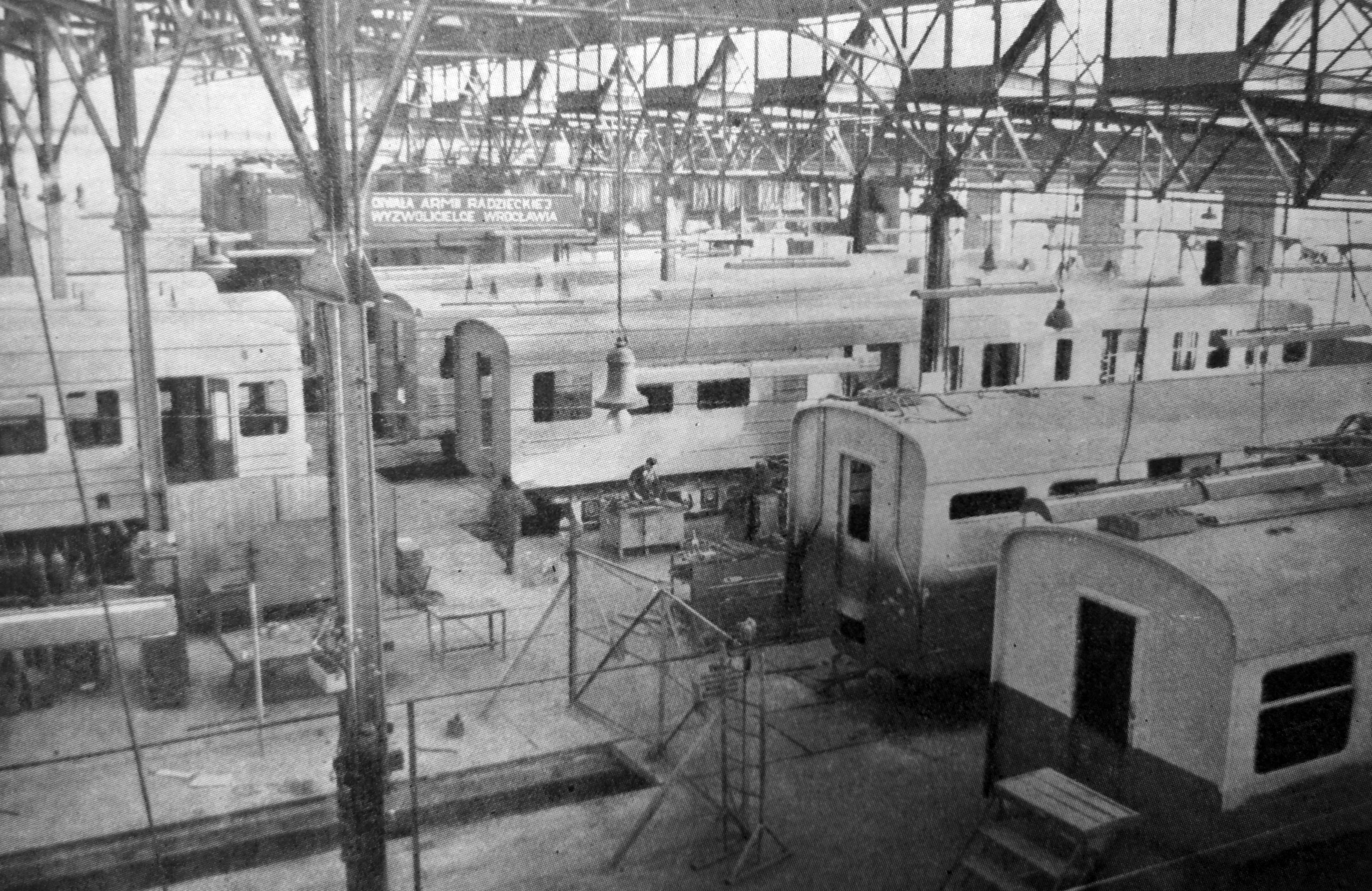
Montaż pociągów typu EN57 we wrocławskim Pafawagu

- 1949 – 2 kwietnia otwarto Teatr Żydowski[62].
- 1951 – 29 lipca konsekrowano wrocławską katedrę, odbudowaną ze zniszczeń wojennych[37].
- 1956 – w mieście odbywały się demonstracje i wiece, na których wzywano do demokratyzacji życia w kraju[2].
  - 15 lipca na wrocławskim rynku postawiono przywieziony ze Lwowa pomnik Aleksandra Fredry[2].
  - W lipcu rozpoczął działalność Komitet Odbudowy Panoramy Racławickiej[2].
  - We wrześniu rozpoczęło działalność Towarzystwo Miłośników Wrocławia[2].
- 1961 – Zainaugurowano Wrocławskie Święto Kwiatów obchodzone 22 lipca[63].
- 1963 – Wrocław był gospodarzem Mistrzostw Europy w koszykówce mężczyzn[64].
- 1966 – Nastąpiła inauguracja Muzyki Oratoryjno-Kantatowej „Wratislavia Cantans”[39].
- 1967 W maju zamknięto jedyną kolejową linię wąskotorową w mieście, połączenie do Trzebnicy[65].

#### Lata 70.
- 1974 – Zreorganizowano doraźną pomoc medyczną w mieście. Po połączeniu Miejskiej i Wojewódzkiej Stacji Pogotowia Ratunkowego powstał Dolnośląski Zespół Stacji Pogotowia Ratunkowego z siedzibą przy ul. Traugutta 112[41].
  - We wrześniu zostało otwarte XIV Liceum Ogólnokształcące im. Polonii Belgijskiej przy ul. Szczytnickiej, które w krótkim czasie osiągnęło pozycję jednej z najlepszych szkół średnich w Polsce[66]. W roku 2002 zostało przeniesione do budynku dawnego Technikum Żeglugi Śródlądowej na ul. Brücknera[67]
- 1975 – 28 maja, wskutek reformy administracyjnej Wrocław wraz z Poznaniem utraciły status miasta wydzielonego[68].
  - Decyzją Mariana Czulińskiego wysadzono w powietrze w roku 1975. średniowieczne Młyny Świętej Klary, znajdujące się pomiędzy Wyspą Słodową a Wyspą Bielarską. Za tę decyzję Czuliński został odwołany ze stanowiska[25].
- 1977 – Śląsk Wrocław zdobył mistrzostwo Polski w piłce nożnej, koszykówce i piłce ręcznej[69].
  - Otwarto nowoczesne centrum diagnostyki medycznej Dolmed[70].
- 1979 – Wyjątkowo sroga zima na kilka dni sparaliżowała miasto, a temperatury spadły poniżej 20 stopni. Stanowisko wojewody stracił Zbigniew Nadratowski, którego obciążono odpowiedzialnością za wyłączenie z eksploatacji wrocławskiej elektrociepłowni, co spowodowało brak dopływu prądu do wrocławskich szpitali, w tym położniczych[43].
- 1980 – 26 sierpnia wrocławskie zakłady przyłączyły się do strajków[37]. W zajezdni autobusowej przy ul. Grabiszyńskiej powstała wrocławska „Solidarność”[37].

## 1981-1989

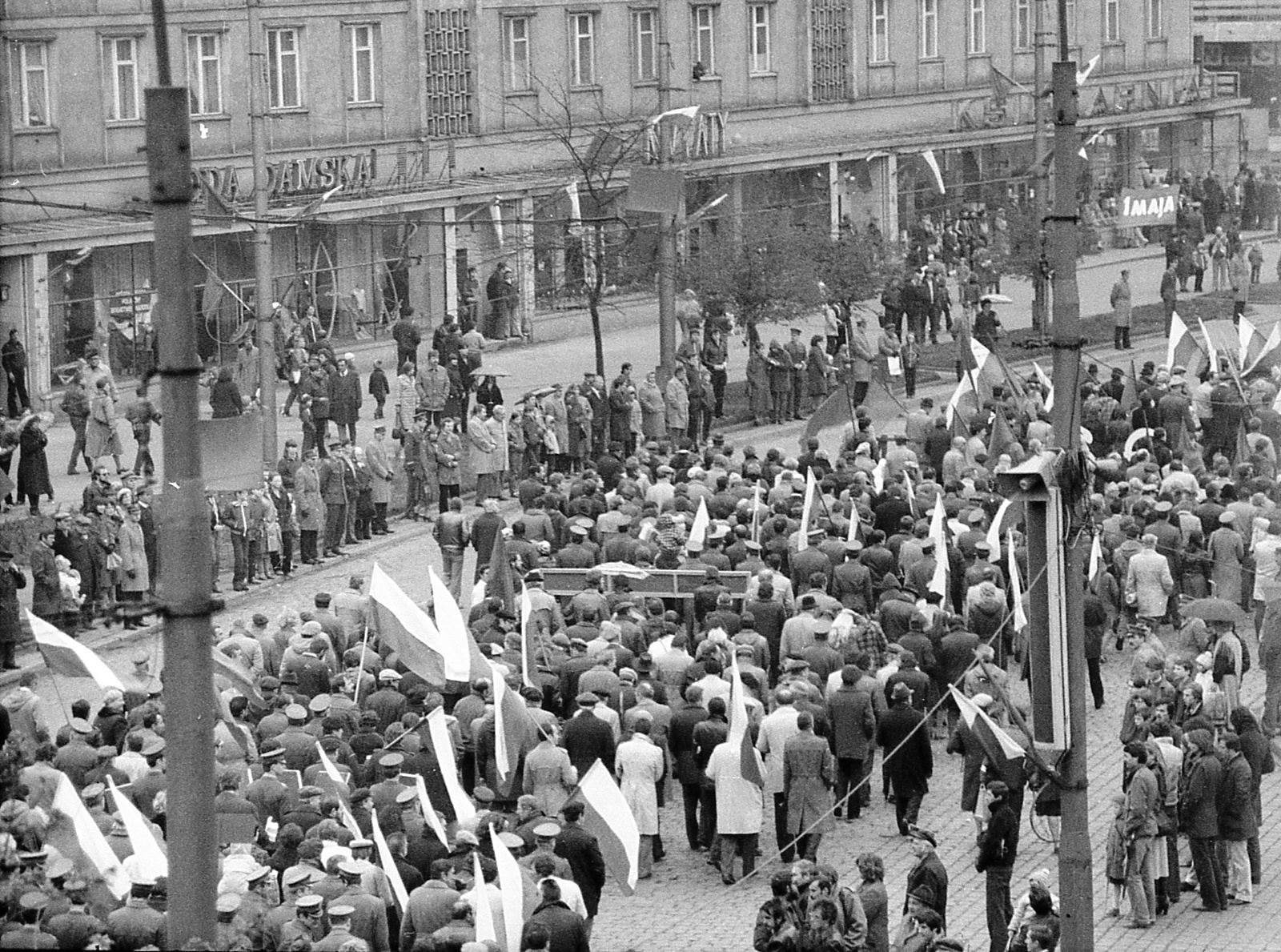
Obchody 1 Maja w roku 1982

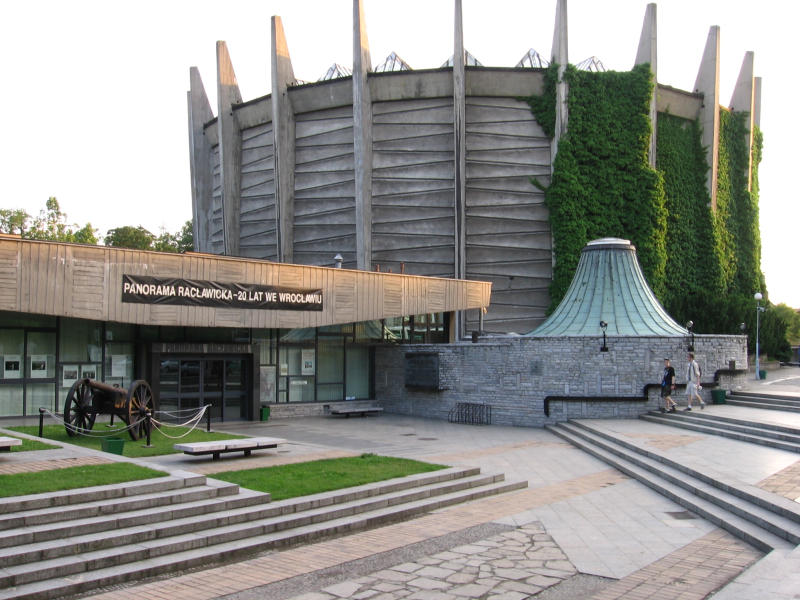
Rotunda Panoramy Racławickiej

Lata 80. to okres stagnacji w ogólnej atmosferze recesji gospodarczej. W stanie wojennym Wrocław był ważnym ośrodkiem oporu społecznego. Istotnym wydarzeniem miasta była papieska wizyta w 1983. W roku 1984 przywrócono funkcję prezydenta miasta – został nim Stanisław Apoznański. Ostatnim prezydentem w czasach socjalizmu był Stefan Skąpski. Wrocław zaznacza swoją pozycję na rynku informatycznym; w latach 80. powstały kalkulatory Bolek i Lolek oraz komputer Elwro 800 Junior. Od roku 1987 rozpoczęła działalność Pomarańczowa Alternatywa, pokazująca przy pomocy happeningów absurdy życia w ustroju komunistycznym i szydzących z działań milicji. Podczas jednej z takich manifestacji, 6 grudnia 1987 na ulice wyszło 30 Świętych Mikołajów, których aresztowała milicja.

### Stan wojenny
13 grudnia na terytorium całej Polski wprowadzono stan wojenny. Strajki zakładów pracy i uczelni zostały spacyfikowane przez wojsko i milicję. Na Politechnice strajkowało 600 osób; strajk spacyfikowano w nocy z 15 na 16 grudnia. Podczas pacyfikacji zmarł na serce inż. Stanisław Kostecki. Po jego pogrzebie (18 grudnia) odbyła się pierwsza manifestacja uliczna we Wrocławiu po ogłoszeniu stanu wojennego. Odbywające się protesty miały we Wrocławiu dużą frekwencję i gwałtowny przebieg; pięćdziesięciotysięczna manifestacja 31 sierpnia 1982 była największą i najbardziej burzliwą w kraju od czasu wprowadzenia stanu wojennego: atakowano oddziały ZOMO, zmuszając je kilka razy do odwrotu. Biorące udział w tłumieniu zamieszek oddziały milicji i wojska użyły ostrej amunicji. Postrzelonych zostało co najmniej ośmiu demonstrantów, z których jeden Kazimierz Michalczyk po dwóch dniach zmarł w wyniku odniesionych obrażeń.

### Wizyta papieska w 1983
21 czerwca 1983 Wrocław odwiedził w czasie swojej drugiej pielgrzymki do Polski Jan Paweł II. Główne uroczystości odbyły się na Torze Wyścigów Konnych na Partynicach (początkowo miała odbywać się na tzw. Polach Marsowych przy Stadionie Olimpijskim). Była to pierwsza papieska wizyta w mieście. Na mszę wydano 1 300 000 biletów.

### Kalendarium
- 1982 – 9 maja WKS Śląsk Wrocław przegrał na własnym stadionie z Wisłą Kraków 0:1 w obecności ok. 30 tys. widzów. Mecz miał zadecydować o mistrzostwie Polski. Przebieg spotkania oceniono jako najbardziej podejrzany w polskiej piłce nożnej. Mistrzem został Widzew Łódź[78].
- 1983 – Otwarto nowy stadion lekkoatletyczny przy ul. Skarbowców, pierwszy w kraju o tartanowej nawierzchni, budowany z myślą o lekkoatletycznych mistrzostwach świata[79].
- 1984 – W czerwcu przywrócono funkcję prezydenta miasta Wrocławia, a został nim Stanisław Apoznański[25].
- 1985 – W czerwcu oddano do użytku Wzgórze Gomułki, dawne wysypisko gruzów z okresu oblężenia miasta na obszarze między ulicami Borowską, Ślężną, Dyrekcyjną i Kamienną. Po 1990 wzgórze przemianowano na im. gen. Andersa[80].
  - Odsłonięto kopię pręgierza w rynku, zniszczonego w lutym 1945[81].
  - Udostępniono do zwiedzania Panoramę Racławicką, sprowadzoną do miasta w 1946, następnie wywiezioną poza Wrocław – sam jej gmach (rotundę) wzniesiono już w latach 60. i 70.
  - 16–18 sierpnia na Stadionie Olimpijskim odbył się kongres międzynarodowy Świadków Jehowy p.h. „Lud zachowujący prawość”[82][83].
- 1987 – Zawarto umowę partnerską z Wiesbaden, obejmującą współpracę kulturalną, sportową i szkolną, w tym również wymianę uczniów[25].

## III Rzeczpospolita
Lata 1990. we Wrocławiu to okres intensywnej budowy miasta. Nowy porządek po roku 1989 spowodował, że władze miejskie miały o wiele większy wpływ na politykę miasta i jego funkcjonowanie. Po 1989 załamał się rozwój przemysłu ciężkiego, natomiast rozwinął się sektor usługowy, w wyniku czego efekty transformacji nie były dla miasta zbyt ciężkie. Wrocław stał się wielkim centrum informatycznym – w I połowie 2015 roku w mieście działało ponad 40 średnich i dużych spółek świadczących usługi IT. Władze Wrocławia postawiły na międzynarodową promocję miasta; choć nie udało się zorganizować światowej wystawy EXPO (o którą miasto starało się dwukrotnie), w I dekadzie XXI w. odbyły się trzy wielkie imprezy: faza eliminacyjna Mistrzostw Europy w piłce nożnej, Europejska Stolica Kultury i igrzyska w sportach nieolimpijskich World Games. Odremontowano wiele obiektów, w tym Stadion Olimpijski i dworzec główny. Powstało wiele nowych budynków, w tym najwyższy w mieście i jeden z najwyższych w Polsce Sky Tower, galeria Wroclavia z pierwszym w Polsce dworcem autobusów dalekobieżnych umieszczonym w podziemiach. Otwarto również nową atrakcję wrocławskiego zoo – Afrykarium. Na Szczepinie i w okolicach ul. Legnickiej powstało wiele nowych budynków biurowych, tworząc „zagłębie biurowe”. W 1997 miasto nawiedziła powódź, która zalała ok. 40% miasta. Wrocław rozwinął również transport i komunikację, powstała Autostradowa Obwodnica Wrocławia, wybudowano linię tramwajową na Kozanów. W latach 2000. liczba mieszkańców nieznacznie zmniejszała się: 631 235 mieszkańców w 2011 roku to około 9 tys. mniej niż w 2001 roku. W latach 2015–2017 miasto stało się celem emigracji z Ukrainy; w r. 2017 we Wrocławiu mieszkało od 51 do 64 tys. Ukraińców.

### Władze miejskie

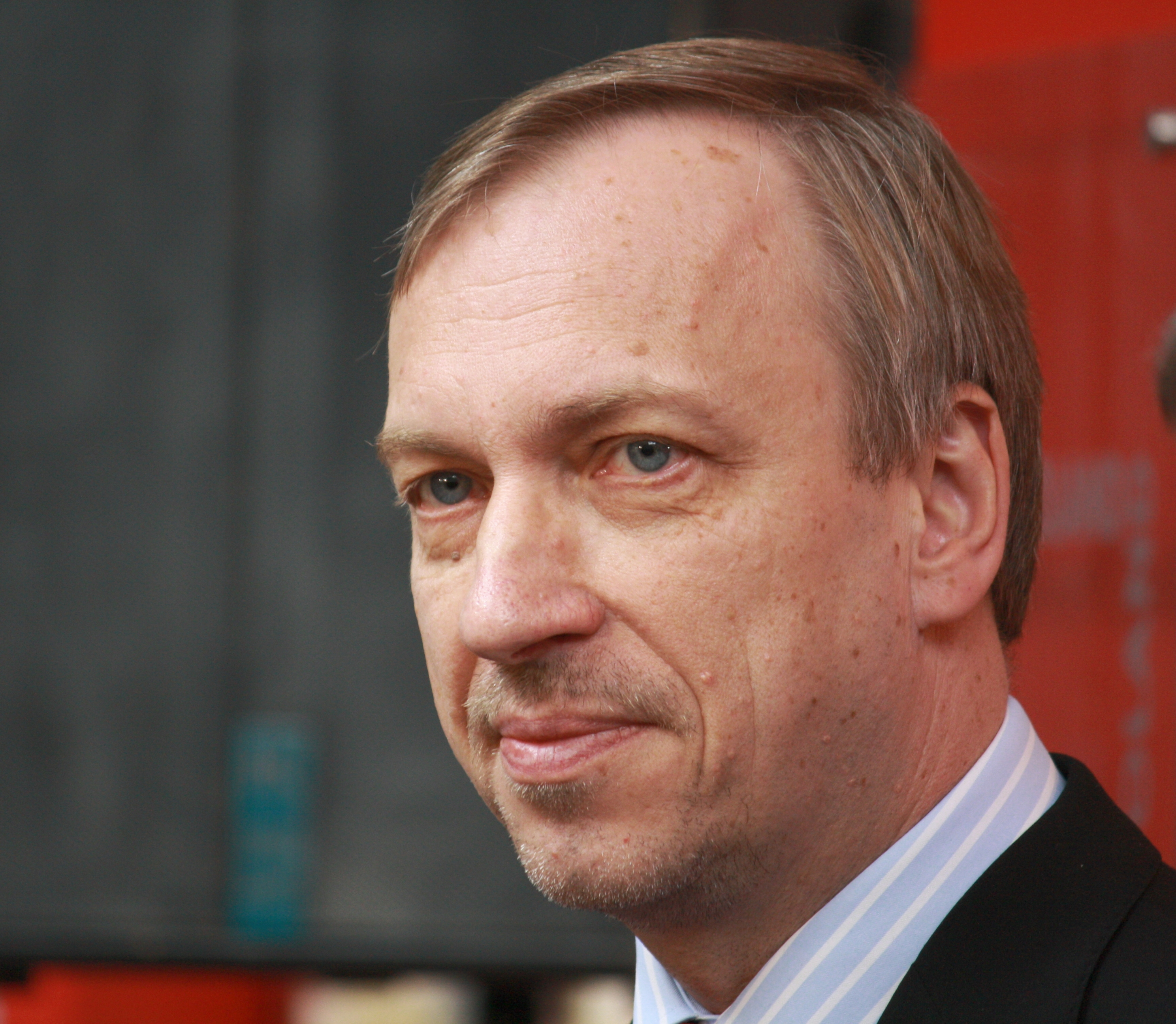
Bogdan Zdrojewski – pierwszy niekomunistyczny prezydent polskiego Wrocławia

W roku 1990 w wolnych wyborach samorządowych zwyciężył Komitet Obywatelski „Solidarność”. Wybrany przez Radę Miejską na prezydenta miasta został Bogdan Zdrojewski. W tym też roku miasto wróciło do dawnego pięciopolowego herbu. Pierwszym przewodniczącym rady miejskiej został Stanisław Miękisz. W 2002 roku we Wrocławiu odbyły się pierwsze bezpośrednie wybory prezydenckie. W drugiej turze Rafał Dutkiewicz (popierany przez PO i PiS) pokonał kandydatkę SLD Lidię Geringer d’Oedenberg. W 2006 wygrał w pierwszej turze z wynikiem 84% głosów. W wyborach w 2014 Dutkiewicz w drugiej turze pokonał kandydatkę PiS Mirosławę Stachowiak-Różecką.

### Reforma podziału dzielnicowego
W roku 1991 odstąpiono od dotychczasowego podziału na 5 dzielnic i zlikwidowano urzędy dzielnicowe. Podzielono miasto na osiedla, a zarządzają nimi rady osiedlowe. Podział na dzielnice utrzymuje się w niektórych agendach administracji centralnej, np. w sądownictwie. W 2015 ówczesny prezydent zaproponował powrót do dzielnic, propozycja jednak nie uzyskała akceptacji. Zainteresowanie wyborami do rad osiedli jest niewielkie; w roku 2013 w wyborach brało udział 14 tys. wrocławian.

### Gospodarka

#### Przemysł
Po 1989 załamał się rozwój przemysłu ciężkiego, który nie mógł wytrzymać konkurencji z firmami zachodnimi. Część przedsiębiorstw upadła, jak np. Elwro, inne musiały znaleźć partnerów, zostały wykupione przez wierzycieli bądź też stały się częścią koncernów zachodnich, jak np. Pafawag, który stał się częścią kanadyjskiego przedsiębiorstwa Bombardier Transportation i wyspecjalizował się w budowie pudeł do lokomotyw. Niektóre przedsiębiorstwa uratowano za cenę obniżenia zatrudnienia, jak np. Hutmen, który musiał zwolnić 1000 pracowników. Dla odmiany rozwinął się sektor usługowy, w wyniku czego efekty transformacji nie były dla miasta zbyt ciężkie. Od roku 2000 władze postawiły na gospodarkę opartą na wiedzy, wspierając współpracę uczelni z przedsiębiorstwami. Efektem jest m.in. Wrocławski Park Technologiczny. Wrocław stał się wielkim centrum informatycznym – w I połowie 2015 roku w mieście działało ponad 40 średnich i dużych spółek świadczących usługi IT, w tym przedsiębiorstwa takie jak Google i Nokia Networks – jedno z trzech największych centrów Nokii na świecie. Wrocław na tle innych miast Polski w II dekadzie XXI w. odznaczał się niskim bezrobociem, i tak na początku roku 2017 stopa bezrobocia w mieście wynosiła poniżej 3%, przy ogólnokrajowej 7,3%.

#### Budownictwo

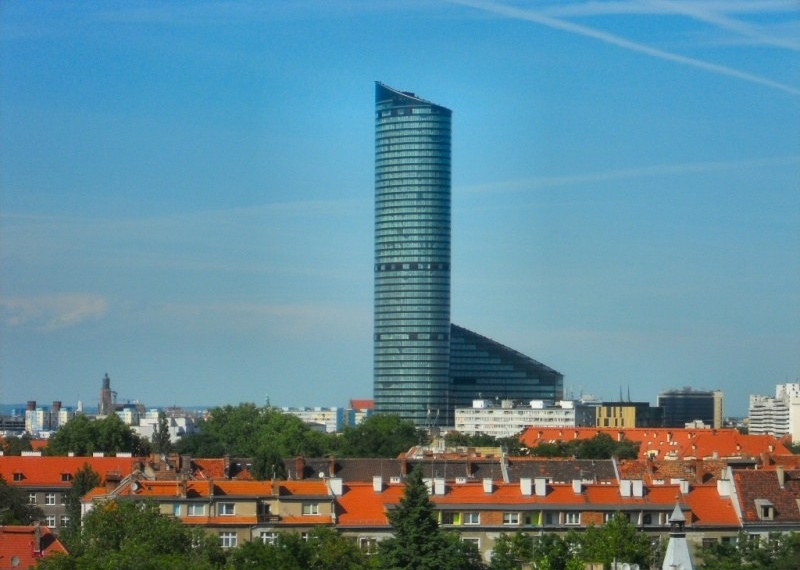
Sky Tower

Po 1989 we Wrocławiu rozpoczął się boom budowlany. W centrum na miejscu starych kamienic i w wyrwach po nich powstały nowe budynki, tzw. plomby, których we Wrocławiu buduje się więcej niż w innych miastach. Zmieniono oblicze centrum, gdzie powstały takie budynki jak Arkady Capitol, Silver Tower Center, Wroclavia, Narodowe Forum Muzyki czy też domy studenckie „Ołówek” i „Kredka” czy kontrowersyjny budynek Solpol przy ul. Świdnickiej. W maju 2012 otwarto najwyższy wieżowiec we Wrocławiu – Sky Tower przy ulicy Powstańców Śląskich, wybudowany w miejscu dawnego Poltegor Centre. Wrocławskie budownictwo współczesne nie ma jednego określonego stylu, są budynki o wyglądzie współczesnym, ale również odwołujące się do historii i tradycji.

#### Transport i komunikacja

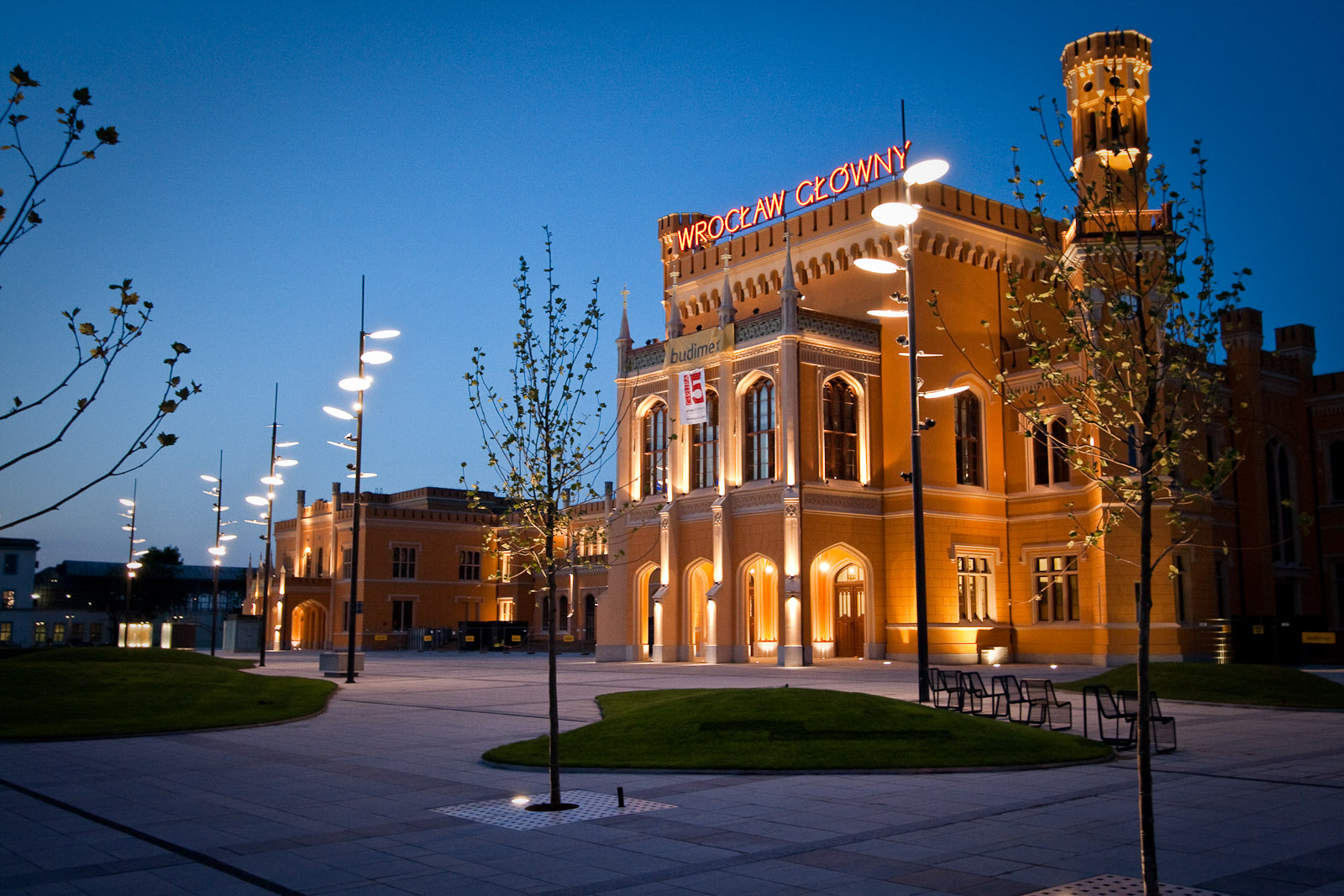
Odnowiony przed mistrzostwami Europy dworzec Wrocław Główny

W 1990 odbudowano ostatnie (do 2017) torowisko – na ulicy Wyszyńskiego, od Szczytnickiej do Sienkiewicza. W 2011 otworzono linię tramwajową na Gaj, wyposażoną w inteligentny system transportu. Linię obsługują nowe wagony Skody. Przedsięwzięcie nazwano „Tramwaj Plus”. W marcu 2012, przed mistrzostwami Europy, oddano do użytku linię tramwajową na Kozanów. W związku z zatorami ulicznymi i niewydolnością transportu miejskiego miasto postanowiło sięgnąć po gęstą sieć kolejową. 10 kwietnia 2017 ruszyła obsługiwana przez Koleje Dolnośląskie pierwsza miejska linia kolejowa do stacji Wrocław Wojnów. Często powraca się do idei kolei aglomeracyjnej.

#### Negatywne zmiany spowodowane rozwojem miasta

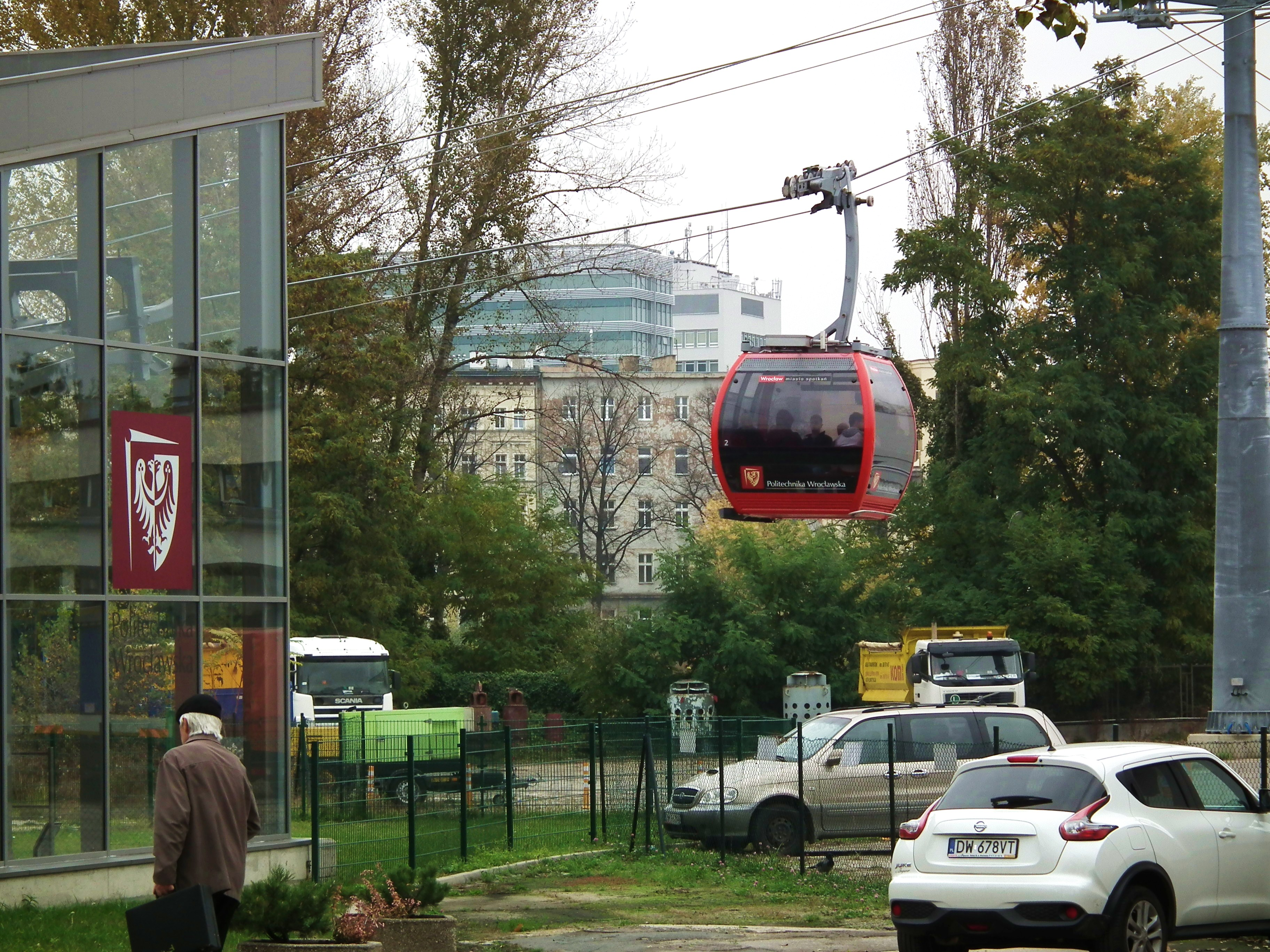
Kolejka „Polinka” w okolicy placu Grunwaldzkiego, służąca studentom Politechniki Wrocławskiej

Zmiany polityczno-gospodarcze po roku 1989 spowodowały pojawienie się nowych problemów, występujących do tej pory na mniejszą skalę. Od lat 90. we Wrocławiu obserwuje się zjawisko suburbanizacji, czyli przeprowadzania się mieszkańców do miejscowości położonych w pobliżu miasta, przy stałej liczbie mieszkańców aglomeracji. W II dekadzie XXI wieku rozpoczęło się wyludnianie się centrum miasta, głównie z powodu małej liczby miejsc zielonych, wysokiego wskaźnika przestępczości i zanieczyszczeń. Przyjazd mieszkańców aglomeracji do Wrocławia do pracy i nauki powoduje korki na arteriach wylotowych. Oddanie do użytku Autostradowej Obwodnicy Wrocławia poprawiło sytuację, choć jej nie zlikwidowało. Na ulicy Zwycięskiej, będącej drogą wylotową na południe kraju, prędkość w godzinach szczytu w 2017 wynosiła 2,2 km/h. Czas spędzony przez statystycznego wrocławianina w korkach wynosił w roku 2017 9 godzin miesięcznie. Korki drogowe wpływają negatywnie na płynność komunikacji miejskiej; mieszkańcy miasta narzekają na punktualność tramwajów i autobusów. Komunikacja wrocławska, obok poznańskiej, była najbardziej negatywnie oceniana wśród mieszkańców ze wszystkich miast polskich. W XXI w. powiększył się problem smogu wytwarzanego przez opalanie węglem, uciążliwego zwłaszcza zimą; w niektóre dni poziom pyłów kilkakrotnie przewyższa dopuszczalne limity.

### Kultura
W roku 2016 Wrocław był Europejską Stolicą Kultury. Odbyło się z tego powodu wiele imprez, zarówno wielkich, jak np. Weekend Otwarcia, jak i małych, o znaczeniu lokalnym. W ramach święta wystąpili m.in. Ennio Morricone, David Gilmour, zespół Rammstein. W związku z imprezą zainwestowano m.in. w Pawilon Czterech Kopuł, Teatr Muzyczny Capitol, Narodowe Forum Muzyki, Centrum Kulturalno-Biblioteczne Fama, Wrocławski Klub Formaty, Muzeum Pana Tadeusza czy Centrum Historii Zajezdnia. Z okazji ESK Wrocław uzyskał weekendowe połączenie kolejowe z Berlinem Pociąg do kultury; jego popularność sprawiła, że z inicjatywy nie wycofano się.
Od roku 2003 we Wrocławiu odbywa się Thanks Jimi Festival, który jest próbą bicia gitarowego Rekordu Guinnessa. W 2003 – 588 uczestników (rekord nie pobity), 2004 – 916 (rekord nie pobity), 2005 – 1201 (rekord nie pobity), 2006 – 1581 (nowy rekord Guinnessa), 2007 – 1881 (nowy rekord Guinnessa), 2008 – 1951 (nowy rekord Guinnessa), 2009 – 6346 (nowy rekord Guinnessa), 2010 – 4597 (rekord nie pobity), 2011 – 5601 (rekord nie pobity), 2012 – 7273 (nowy rekord Guinnessa), 2013 – 5734 (rekord nie pobity).

#### Wrocławskie krasnale

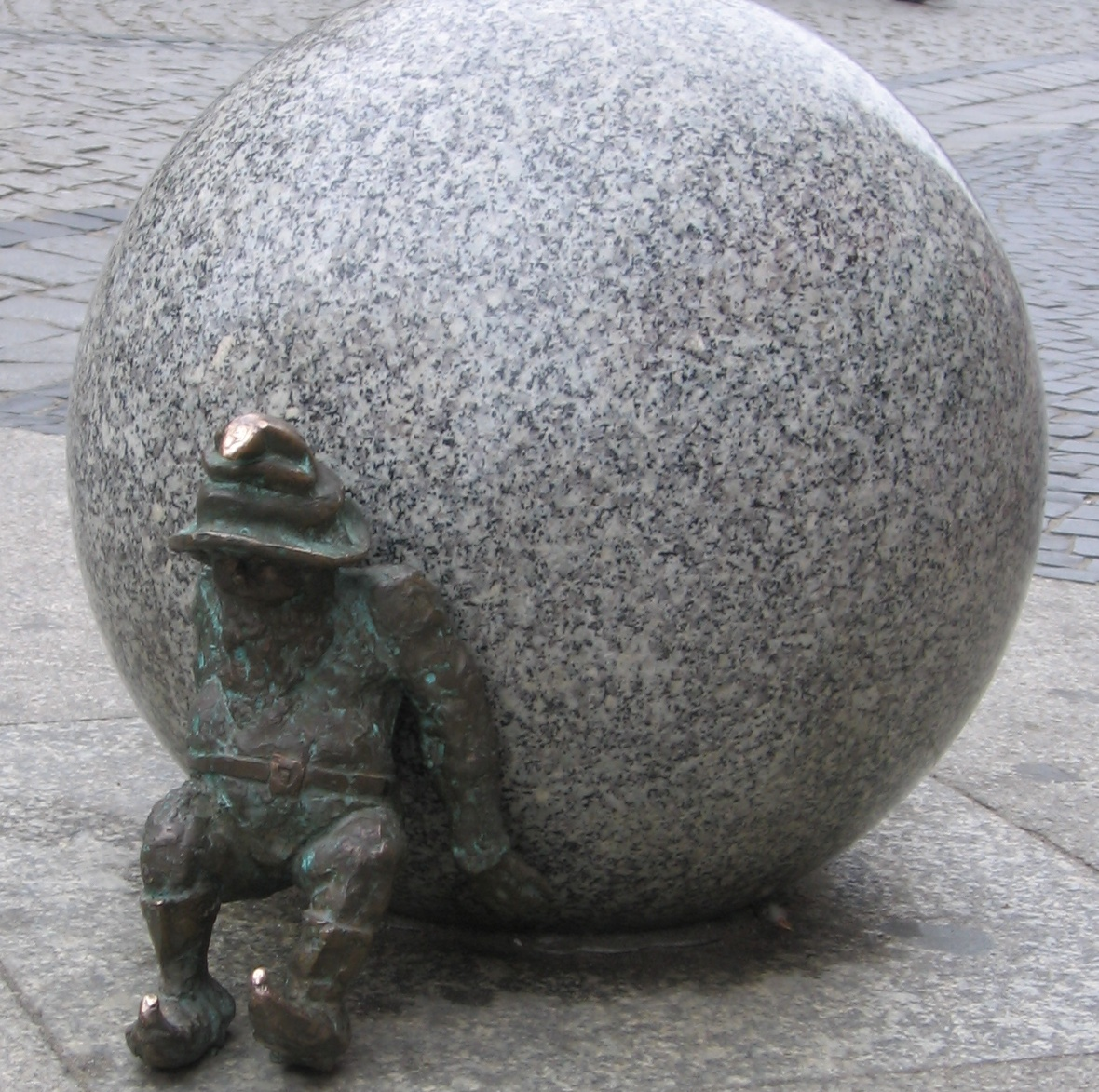
Krasnal – Syzyfek

Zapoczątkowaną przez Pomarańczową Alternatywę tradycję związaną z krasnoludkami kontynuowano w pierwszej dekadzie XXI w. Wtedy powstał fenomen wrocławskich krasnali. Prezydent Dutkiewicz – odsłonił na ścianie kamieniczki „Jaś” pomiędzy Rynkiem a kościołem garnizonowym św. Elżbiety miniaturową tabliczkę-szyld „Muzeum Krasnoludków”. W sierpniu 2005 pojawiły się w różnych punktach miasta miniaturowe brązowe rzeźby krasnoludków według projektów Tomasza Moczka, absolwenta wrocławskiej ASP: „szermierz” przy Uniwersytecie, „rzeźnik” na Starych Jatkach, dwa „Syzyfki” na ul. Świdnickiej oraz „pracz odrzański” przy moście Piaskowym. W kolejnych latach także w innych częściach miasta ustawiono kilkadziesiąt innych takich miniaturowych rzeźb, wśród nich – w fontannie koło Teatru Lalek – „aktor”, „parasolnik”, „puszczający kaczki” i kilka innych. Pod koniec roku 2007 w całym mieście wrocławskich krasnali było około pięćdziesięciu, w roku 2014 ponad 300.

### Powódź 1997

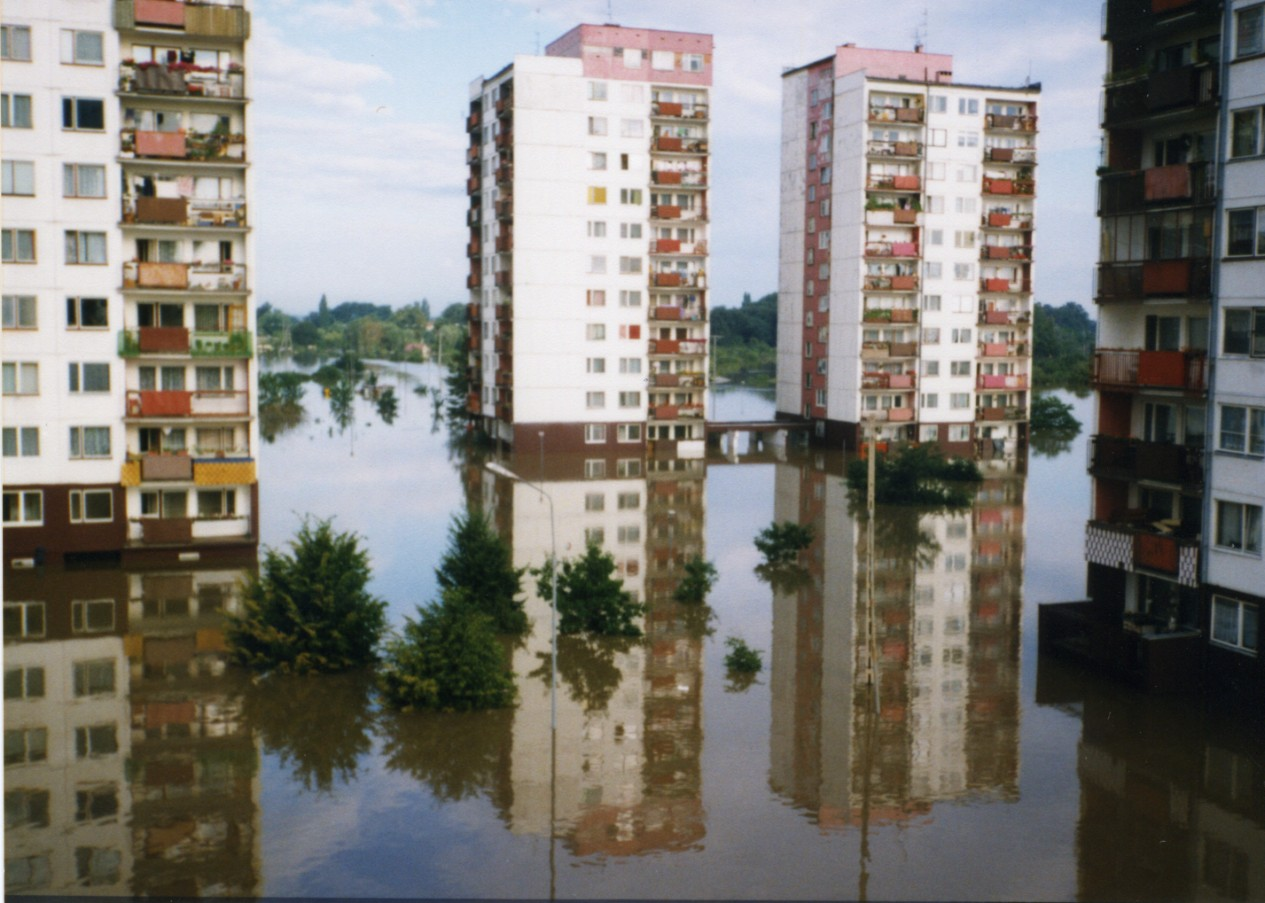
Zalane osiedle Kozanów

Lipiec roku 1997 przyniósł największą powódź w dziejach miasta, tzw. powódź tysiąclecia. Zalanych zostało wiele dzielnic mieszkalnych i przemysłowych, wiele budynków uległo uszkodzeniu, w znacznym stopniu zniszczone zostały budowle hydrotechniczne. Część osiedli została całkowicie zalana, Zalesie i Zacisze, które znajdują się pomiędzy kanałem powodziowym a starym korytem Odry, nie miały szans na uratowanie przed zalaniem, podobny los mógł spotkać osiedla Sępolno i Biskupin, tam jednak ofiarnie układane przez mieszkańców miasta worki z piaskiem zatrzymały wodę. Wały powodziowe naprędce wzmacniane w newralgicznych punktach workami z piaskiem zdały egzamin również na osiedlach Karłowice, Różanka i Osobowice, których położenie wręcz skazywało na zalanie. Zalane zostały natomiast m.in. Kowale, Maślice, Strachocin, Księże Wielkie, Księże Małe, Rakowiec, Widawa i Pracze Odrzańskie – wszystkie one leżą na terenach, które przed II wojną światową i znaczną część czasu po wojnie służyły za obszary zalewowe. Zalane zostało duże osiedle Kozanów, budynki z wielkiej płyty dla ok. 25000 mieszkańców. Woda osiągnęła tam poziom 4 metrów (1 piętro). Podobny los spotkał większość osiedli leżących przy Odrze, zalany został Kleczków, a także osiedla Ołbin i Nadodrze, gdzie woda dostała się na obszar zamieszkany przez ok. 60 tys. mieszkańców; zalane zostało, 40% powierzchni miasta. Miasto na długi czas zostało pozbawione bieżącej wody, częściowo także prądu i łączności telefonicznej. Dzięki heroicznej postawie mieszkańców zostały ocalone najcenniejsze zabytki (ratusz, Ostrów Tumski z katedrą) i uratowanych wiele cennych ruchomości i dokumentów. Wiele zabytków, zwłaszcza piśmienniczych, ucierpiało w zalanych wodą magazynach bibliotek, archiwów miejskich i sądowych. Ucierpiały też niektóre szpitale, infrastruktura telekomunikacyjna, energetyczna i sanitarna, liczne przedsiębiorstwa i majątek wielu mieszkańców. Pojazdy komunikacji miejskiej – autobusy i tramwaje – uchroniono przed zniszczeniem przeprowadzając na niezagrożone ulice i torowiska, ale po powodzi bardzo wiele samochodów zaparkowanych na ulicach miasta nie nadawało się już do użytku.

### Euro 2012

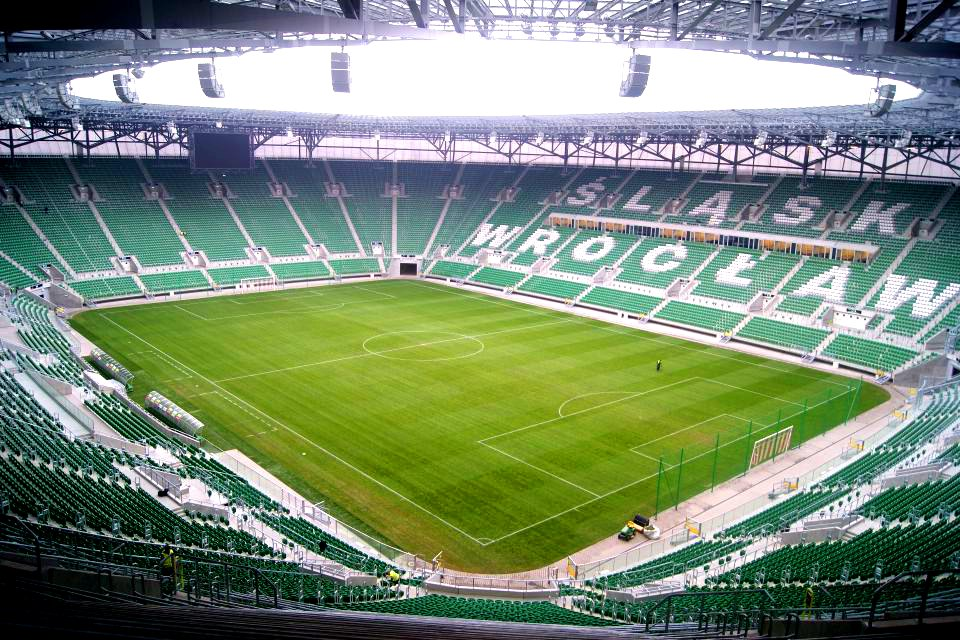
Stadion miejski wybudowany na EURO 2012, na jego otwarcie rozegrano pojedynek o bokserskie mistrzostwo świata Tomasz Adamek – Witalij Kłyczko

Wrocław był jednym z miast, w których odbywały się Mistrzostwa Europy w Piłce Nożnej 2012; na stadionie miejskim odbywały się mecze Rosja – Czechy, Grecja – Czechy i Czechy – Polska. Przed mistrzostwami miasto przeszło szereg prac przygotowawczych: wybudowano nowy stadion miejski z infrastrukturą, m.in. otworzono w pobliżu przystanek kolejowy Wrocław Stadion. Koszt budowy ponad czterdziestotysięcznego stadionu wynosił ponad 850 mln zł. Gruntownie wyremontowano wrocławski dworzec główny.

### Miasta partnerskie
Po 1989 odżyła idea miast partnerskich, współpracujących ze sobą i prowadzących wymianę kulturalną, społeczną i gospodarczą. Wrocław tradycyjnie współpracował z Dreznem, w 1991 umowę odnowiono. Do roku 2017 Wrocław podpisał umowy partnerskie z następującymi miastami:
- Drezno – umowa odnowiona w 1991
- Guadalajara – 1995
- Ramat Gan – 1997
- Lwów – 2001
- Kowno – 2003
- Hradec Králové – 2003
- Grodno – 2005
- Lille – 2013
- Wilno – 2014
- Reykjavík – 2017

### Kalendarium
- 1990 – 6 lutego rozpoczęła nadawanie pierwsza w krajach postkomunistycznych prywatna telewizja PTV Echo. Program nadawano początkowo 4 godziny dziennie; stację zlikwidowano w 1995[119]
- 1991 – Z dworca Świebodzkiego, po 148 latach działalności odjechał ostatni pociąg, a większość torów na dworcu rozebrano. W I dekadzie XXI w. mieścił się tu największy w mieście bazar[120].
- 1992 – Zmieniono nazwy kilkudziesięciu ulic nawiązujących do poprzedniego systemu, m.in. Karola Świerczewskiego na Marszałka Józefa Piłsudskiego, Armii Radzieckiej na Karkonoską, Przodowników Pracy na gen. Józefa Hallera i Tadeusza Ślężaka na Anioła Ślązaka[121].
- 1994 – Wielki pożar Teatru Polskiego w styczniu roku przyniósł znaczne straty; teatr był odbudowywany i modernizowany przez ponad 2 lata[122].
- 1997 – Kongres Eucharystyczny na przełomie maja i czerwca był okazją do kolejnej wizyty papieża Jana Pawła II[123]. Tym razem główne obchody kongresu odbyły się blisko ścisłego centrum miasta – na niezabudowanym wówczas placu między ulicami Powstańców Śląskich a Gwiaździstą.
- 2010 – W związku z remontem dworca głównego zlikwidowano działające od 1947 kino „Dworcowe”. będące najdłużej działającym kinem na dworcu w powojennej Polsce[35].
- 2011 – 30 sierpnia otworzono Autostradową Obwodnicę Wrocławia[124]
- 2013 – 1 października oddano do użytku „Polinkę” – kolejkę linową łączącą politechnikę z południowym brzegiem Odry[125].
- 2017 – w październiku oddano do użytku galerię Wroclavia, a w listopadzie – wybudowany pod nią Dworzec Wrocław podziemny dworzec autobusowy[126].